# Изложба ситне пластике и графике (1962)
„Изложба Ситне пластике и графике” се одржала у периоду од 21. до 30. новембра 1962. године у Уметничком павиљону „Цвијета Зузорић” у Београду.

## Излагачи

### Вајарство
1. Милан Бесарабић
2. Матија Вуковић
3. Душан Гаковић
4. Милијан Глишић
5. Стеван Дукић
6. Милорад Дамњановић
7. Војислав Јакић
8. Никола Јанковић
9. Олга Јеврић
10. Јелена Јовановић
11. Божидар Јововић
12. Антон Краљић
13. Момчило Крковић
14. Мира Летица
15. Ото Лого
16. Милан Лукић
17. Стефан Маневски
18. Мира Сандић Марковић
19. Живорад Михаиловић
20. Мирослав Николић
21. Радивоје Павловић
22. Славка Средовић Петровић
23. Екатарина Ристивојев
24. Славољуб Станковић
25. Живојин Стефановић
26. Јосиф Хрдличка
27. Јелисавета Шобер

### Графика
1. Бранислав Вељковић
2. Марко Крсмановић
3. Милан Мартиновић
4. Миодраг Нагорни
5. Вукица Обрадовић
6. Божидар Продановић
7. Милош Ћирић